# پارادوکس راسل
در بنیان‌های رایش پارادوکس راسل یا ناسازنمای راسل از برجسته‌ترین ناسازنماهای نگره‌ی مجموعه‌ها است که به دست دانشمند و فیلسوف بریتانیایی برتراند راسل در سال ۱۹۰۱ شناسانده شد.
این ناسازنما نشان می‌دهد که نگره‌ی طبیعی مجموعه‌های فرگه که برپایه‌ی کارهای گئورگ کانتور، بنیان‌گذار نظریه مجموعه‌ها، بود دارای پاد‌گویی‌هایی در درون خودش است.

## بحث غیررسمی
در نظریه طبیعی مجموعه‌ها دو اصل موضوع عمده وجود دارد که عبارت‌اند از اصل موضوع گسترش و اصل موضوع شهودی تجرید.
اصل شهودی تجرید بیان می‌کند که اگر {\displaystyle \phi (x)} یک گزاره‌نما در مورد متغیر آزاد x باشد آنگاه:
{\displaystyle \{x:\phi (x)\}}
یک مجموعه‌است. به بیان دیگر متناظر با هر گزاره‌نما (خاصیت (به عبارت ساده‌تر مجموعه)) چون {\displaystyle \phi (x)}، مجموعه‌ای وجود دارد که دقیقاً شامل عناصری است که در {\displaystyle \phi (x)} صدق می‌کنند. به این ترتیب این اصل به ما اجازه می‌دهد که به‌وسیلهٔ هر ویژگی دلخواه، یک مجموعه داشته باشیم.
برتراند راسل به‌وسیلهٔ پارادکس راسل نشان داد که در نظر گرفتن این اصل در نظریهٔ طبیعی مجموعه‌ها موجب تناقض می‌شود، و لذا نظریهٔ طبیعی مجموعه‌های گئورگ کانتور نظریه‌ای ناسازگار است و نیاز به بازنگری دارد.
راسل، به‌وسیلهٔ ارایهٔ مجموعهٔ همه مجموعه‌هایی که عضو خود نیستند، این فرض را که مجموعه‌ها می‌توانند به صورت آزاد و بدون هیچ قید و بند و معیاری تعریف شوند، باطل اعلام کرد. این مجموعه توسط برتراند راسل معرفی شد و تناقضی که از آن حاصل می‌شود پارادوکس راسل است.
گزاره‌نمای {\displaystyle \phi (x):x\not \in x} را در مورد مجموعه‌ها، در نظر بگیرید. دراین صورت مطابق اصل شهودی تجرید
{\displaystyle \{x:x\not \in x\}}
یک مجموعه‌است که شامل همهٔ مجموعه‌هایی است که عضو خودشان نیستند.
فرض کنید R «مجموعهٔ همهٔ مجموعه‌هایی که عضو خودشان نیستند» باشد؛ یعنی:
{\displaystyle R=\{x:x\not \in x\}}
پس A یک عضو R است اگر و فقط اگر A یک عضو A نباشد؛ یعنی:
{\displaystyle \forall A(A\in R\iff A\not \in A)}
هیچ چیز در نظریهٔ مجموعه‌های کانتور و فرگه مانع تعریف چنین مجموعه‌ای نمی‌شود و خوش تعریفی آن نیز واضح فرض می‌شود.
مشکل هنگامی برمی‌خیزد که به خود مجموعهٔ R، به عنوان مجموعهٔ قابل قبول نگاه بیندازیم و این سؤال را در مورد R مطرح کنیم که آیا R عضوی از خودش است یا نه؟
- اگر پاسخ بلی بدهیم، پس {\displaystyle R\in R} ولذا بنابر تعریف مجموعهٔ R باید داشته باشیم {\displaystyle R\not \in R} که این تناقض است.
- اگر پاسخ خیر باشد، پس {\displaystyle R\not \in R} و لذا بنابر تعریف R باید داشته باشیم {\displaystyle R\in R} که این نیز تناقض است.

پارادکس راسل اولین عامل برای برانگیختن تلاش ریاضیدانان در جهت اصل موضوعی کردن نظریه مجموعه‌ها بود.
آن‌ها سعی کردند نظریه مجموعه‌ها را بر پایهٔ اصولی قوی‌تر و پیچیده‌تر از اصل موضوع گسترش استوار کنند تا از تعریف چنین مجموعه‌هایی جلوگیری شود. این پارادکس، راسل را برای گسترش هرچه بیشتر نظریهٔ انواع و ارنست تسرملو را برای گسترش نظریه اصل موضوعی مجموعه‌ها سوق داد و موجب پیدایش نظریه مجموعه‌های تسرملو-فرانکیل و سایر دستگاه‌های اصل موضوعی مجموعه‌ها شد.
این پارادکس همچنین نشان می‌دهد که مجموعه همه مجموعه‌ها نیز که تا آن زمان وجود آن مسلم فرض می‌شد، وجود ندارد.

## بیانی سوری از پارادوکس راسل و تحلیل منطقی
در حقیقت بیان دیگری از این پارادکس به زبان منطق چیزی بجز اطلاعات منطق مقدماتی و تعریف مجموعه‌هایی انتزاعی نیاز ندارد. با استفاده از نماد مجموعه‌ساز که در نظریه طبیعی مجموعه‌ها وجود دارد می‌توان مجموعه
{\displaystyle R=\{x:x\not \in x\}}
را تعریف کرد، در این صورت:
{\displaystyle \forall x(x\in R\iff x\not \in x)}
حال با جایگذاری R به جای x داریم:
{\displaystyle R\in R\iff R\not \in R}
که این یک تناقض است (در منطق ریاضی، تناقض گزاره (منطق) همواره نادرست است). این تناقض با استثنا قرار دادن برای مقادیر x رفع نمی‌شود چرا که موارد بسیاری از آن‌ها را داریم.

## تاریخچه
این‌که راسل چه موقع این پارادوکس را کشف کرد دقیقاً مشخص نیست، ولی به‌نظر می‌رسد که در ماه مه یا ژوئن سال ۱۹۰۱ و احتمالاً به عنوان نتیجه‌ای از کارش بروی قضیه کانتور (عدد اصلی هر مجموعه از عدد اصلی مجموعه توانی آن کمتر است) به این پارادوکس پی برده‌است.
او ابتدا پارادکس را در سال ۱۹۰۱ به صورت مقاله‌ای در ماهنامهٔ اینترنشنال با عنوان «جدیدترین کار در فلسفه ریاضیات» مطرح کرد.
او همچنین برهان کانتور را در مورد این‌که بزرگ‌ترین عدد اصلی وجود ندارد مطرح ساخت و اضافه کرد که «استاد» در مورد یک مغالطه زیرکانه مقصر است که او بعداً در این باره توضیح می‌دهد.
راسل همچنین پارادوکس را در کتاب خود با عنوان اصول ریاضیات (Principles of Mathematics)-که نباید با کتاب قبلی او Principia Mathematica اشتباه شود- ذکر کرد که آن را «تناقض» نامید. دوباره او بیان کرد که این پارادکس را با تجزیه و تحلیل برهان کانتور برای اثبات عدم وجود بزرگ‌ترین عدد اصلی به‌دست آورده‌است.
راسل در سال ۱۹۰۲ این پارادکس را با فرگه که در حال نوشتن جلد دوم کتاب خود با عنوان Grundgesetze der Arithmetik بود در میان گذاشت.
فرگه با عجله در ضمیمه‌ای، یک راه حل برای رفع این پارادکس نوشت که بعدها ناکافی بودن آن به اثبات رسید. به هر حال، بعد از چاپ جلد دوم کتاب، فرگه بعد از انتشار دومین بخش کتاب خود، کمی در مورد منطق ریاضی و فلسفه ریاضیات نوشت.
ارنست تسرملو در هنگام کار روی نظریه اصل موضوعی مجموعه‌ها که در سال ۱۹۰۸ آن را منتشر ساخت، به این پارادکس پی‌برد ولی گمان کرد نکتهٔ کوچکی است و لذا هیچ‌گاه آن را منتشر نساخت. تسرملو در دستگاه اصل موضوعی خود، از این پارادکس با بهره‌گیری از اصل موضوعی با عنوان اصل موضوع تصریح جلوگیری کرد.
راسل و آلفرد نورث وایتهد سه جلد از کتاب اصول ریاضیات را به امید پیروزی در حالی که فرگه شکست خورده‌بود نوشتند و در آن سعی کردند با استفاده از نظریهٔ انواع، از چنین پارادکس‌هایی در نظریه طبیعی مجموعه‌ها اجتناب کنند.
هنگامی که آن‌ها موفق به پایه‌ریزی حساب شدند، به نظر نمی‌رسید که فقط از منطق استفاده کرده باشند. به هر حال کورت گودل، در بین سال‌های ۱۹۳۰ تا ۱۹۳۱ ثابت کرد که منطق بسیاری از بخش‌های Principia Mathematica که اکنون به عنوان منطق مقدماتی خوانده می‌شود کامل است ولی حساب پئانو در صورتی که سازگار باشد لزوماً ناکامل است؛ بنابراین از این به بعد برنامه‌های منطقی فرگه و Principia Mathematica مردند.

## نمونه‌های کاربردی
مواردی ساده‌تر از پارادکس راسل نیز وجود دارد که بیشتر با واقعت‌ها در زندگی نزدیک است و برای غیر منطقیون قابل فهم‌تر است. به عنوان مثال پارادوکس آرایشگر دهکده نمونه‌ای از آن است.
در دهکده‌ای فقط یک ریش‌تراش وجود دارد. او فقط ریش کسانی را می‌تراشد که ریش خود را نمی‌تراشند. ریش خود ریش‌تراش را چه کسی می‌تراشد؟ اگر او ریش خود را نتراشد. باید نزد ریش‌تراش یعنی خودش برود تا ریشش را بتراشد و اگر ریش خودش را بتراشد نباید توسط ریش‌تراش یعنی خودش ریشش تراشیده شود!
اما هنگامی که این بیانات غیررسمی و عامیانه از پارادکس را ارائه می‌دهیم اشکالی هم به‌وجود می‌آید. به عنوان نمونه در جواب پارادکس آرایشگر آسان است که بگوییم چنین آرایشگری وجود نخواهد داشت. تمامی نکتهٔ پارادکس راسل در این است که پاسخ «چنین مجموعه‌ای وجود ندارد» به معنی این است که تعریف مجموعه به کمک نماد مجموعه‌ساز بدون هیچ مرز و معیاری ناکافی است و رضایت بخش نیست. البته برخی نمونه‌ها از این پارادکس این اشکال را ندارد. از این نمونه می‌توان به پارادکس گریلینگ-نلسون (Grelling-Nelson) اشاره کرد که در آن کلمات و معنای آن‌ها به‌جای افراد و آرایشگر قرار گرفته‌اند.
این آسان است که پارادکس آرایشگر را با رد وجود چنین آرایشگری رفع کنیم ولی گفتن چنین چیز مشابهی در مورد لغات و معناها ممکن نیست.

## پاسخ نظریه مجموعه‌ها به پارادکس

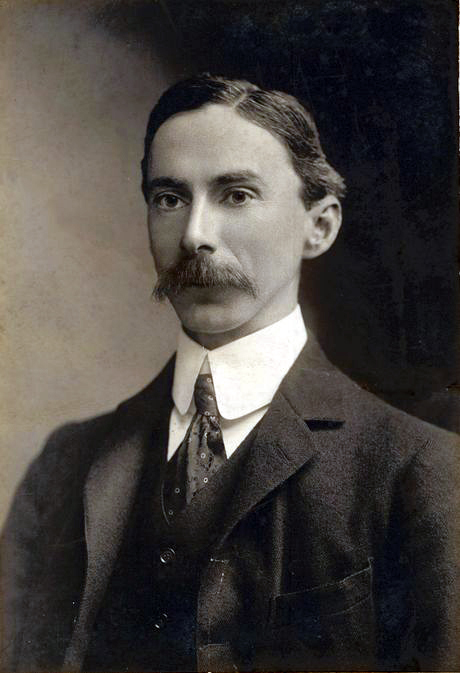
برتراند راسل سال ۱۹۰۷

راسل به همراه آلفرد نورث وایتهد با گسترش نظریهٔ انواع سعی در دور کردن پارادکس کرد. در همین حال چالش‌های دیگری در نظریهٔ مجموعه‌ها پیدا شدند.
در سال ۱۹۰۸ ارنست تسرملو یک دستگاه اصل موضوعی را برای نظریهٔ مجموعه‌ها ارائه داد که از پارادوکس‌های نظریه مجموعه‌ها جلوگیری می‌کرد. این اصول به‌وسیله آبراهام فرانکیل، تورالف اسکولم و خود تسرملو در سال ۱۹۲۰ اصلاح شدند و سرانجام نظریه اصل موضوعی مجموعه‌ها را به وجود آوردند که آن را نظریه مجموعه‌های تسرملو-فرانکیل یا ZFC می‌نامند.
در ZFC فرض این‌که هر گزاره‌نما، مجموعهٔ همهٔ اشیایی را که در آن خاصیت صدق می‌کنند تعریف می‌کند، وجود ندارد و به جای آن این جمله جایگزین شده‌است که «برای هر مجموعهٔ X و گزاره‌نمای {\displaystyle \phi (x)}، زیرمجموعه‌ای از همهٔ عناصر X وجود دارد که دارای خاصیت {\displaystyle \phi } هستند». به عبارت دیگر برای مجموعهٔ X و گزاره‌نمای {\displaystyle \phi } زیرمجموعهٔ Y از X وجود دارد که
{\displaystyle \forall x(x\in Y\iff x\in X\land \phi (x))}
در این صورت مجموعهٔ ناممکن راسل R دیگر یک مجموعهٔ معتبر از نظر ZFC نخواهد بود و اساساً قابل تعریف نخواهد بود.
اما ZFC تنها نظریهٔ اصل موضوعی به‌وجود آمده نبود بلکه نظریه‌های دیگری چون نظریه مجموعه‌های فون نیومن-گودل-برنیز(NGB) یا مبانی جدید و… نیز به‌وجود آمدند که هر یک دارای اصول موضوع خاص و محدودیت‌هایی هستند.